# Chapelle-Sainte-Catherine

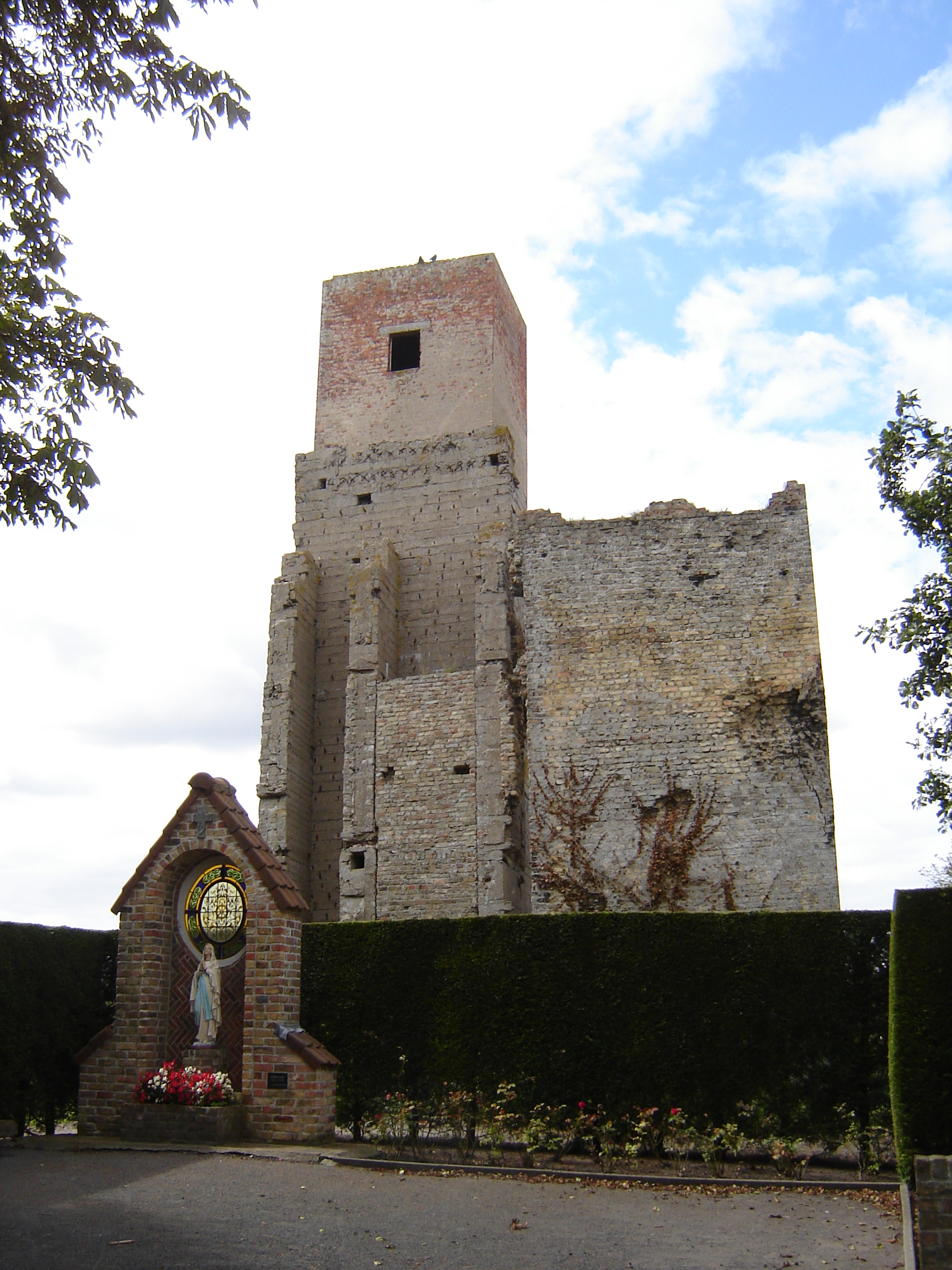
Tour d'observation de la Première Guerre mondiale

Chapelle-Sainte-Catherine, ou Sainte-Catherine-Capelle (Sint-Katharinakapelle en néerlandais) est une ancienne commune de la province belge de Flandre-Occidentale et est entièrement inclus dans le centre du village de Pervyse, une section de la ville de Dixmude.
Le sud de Pervyse a été exploité dès le XIe siècle. Bientôt, il y eut juste en dehors du village de Pervyse une chapelle construite par les chanoines de Cassel. Cette chapelle était dédiée à sainte Catherine d'Alexandrie, et a été reconnue en paroisse, puis transformée en église. Il y eut alors deux villages dont les deux églises étaient à seulement quelques centaines de mètres l'une de l 'autre. En 1208, l'église est passée  sous le patronage de l'abbaye Saint-Bertin de Saint-Omer.
Contrairement à Peryse et les communes environnantes, Chapelle-Sainte-Catherine n'appartenait  pas à la châtellenie Furnes-Ambacht, mais appartenait avec Eggewaerts-Capelle, Ramscapelle et Saint-Georges à la communauté indépendante de Berkel.
Chapelle-Sainte-Catherine a augmenté rapidement, ce qui transforma l'église au XVIIe siècle. À la fin du XVIIe siècle, le village a plus d'habitants que Pervyse. Lors de l'apparition des municipalités en 1795, Chapelle-Sainte-Catherine est une commune indépendante, d'une superficie de 250 ha.
Pendant ce temps, la liaison entre Pevyse à Dixmude se redressa et fut améliorée, cela entraîna une expansion de Pervyse vers le sud. Après le Concordat de 1801 la paroisse devint une paroisse annexe rattachée à la paroisse Saint-Nicolas à Pervyse et l'église redevint une chapelle.  Les communes de Chapelle-Sainte-Catherine et Pervyse fusionnèrent également en 1812. À l'époque, le hameau a 240 habitants.
La commune  construit en 1829 d'une école communale, en face de la chapelle, qui elle-même a été élargie entre 1837 et 1840. Entre les deux paroisses, il y avait une grande rivalité et il y a même eu des projets pour reconstruire une église sur une troisième partie neutre. Autour de 1890, il a été décidé de garder l'église Saint-Nicolas de Pervyse et de l'élargir en vendant la chapelle Sainte-Catherine à la démolition pour aider à payer l'extension.

En 1895, la chapelle fut détruite et les fonts baptismaux du XIe siècle furent déplacés au musée Gruuthuse à Bruges. La paroisse a alors complètement cessé d'exister et l'église principale a été rebaptisée église Saint-Nicolas et Sainte-Catherine. Seul le cimetière de Pervyse a également été conservé.
Au cours de la Première Guerre mondiale , il y avait un poste d'observation construit sur les restes laissés par la démolition de l'église et du cimetière. Ce poste a été protégé en 2002 en tant que monument historique.

## Monuments
- l'observatoire de Pervyse

51° 04′ 15″ N, 2° 47′ 42″ E